# Idrottsförening Tunabro
O Idrottsförening Tunabro, ou simplesmente IF Tunabro, é um clube de futebol da Suécia fundado em 1960. Sua sede fica localizada em Borlänge.